# FreeS/WAN
FreeS/WAN は、Linuxや他のUnix系オペレーティングシステム向けのIPsecを実装した自由ソフトウェアプロジェクト。Free Secure Wide-Area Networking の略。いわゆる「日和見主義的暗号化」（暗号化してみて相手に通じなかったら暗号化をやめる）を普及させることが目的だったが、それは果たされていない。しかし、インターネットでの暗号化についてある程度の貢献をした。プロジェクトはジョン・ギルモアが創始し、Hugh Daniel が管理した。技術面は Henry Spencer が担当した。
最終バージョン FreeS/WAN version 2.06 は2004年4月22日にリリースされた。それ以前の 2.04 から Openswan と StrongSwan という2つのプロジェクトがフォークしている。